# Reese Witherspoon
Pour les articles homonymes, voir Witherspoon.
Reese Witherspoon [ɹiːs ˈwɪðɚspun] est une actrice, productrice et femme d'affaires américaine, née le 22 mars 1976 à La Nouvelle-Orléans (Louisiane).
Élevée à Nashville, au Tennessee, Reese Witherspoon commence sa carrière d'actrice à l'adolescence avec le film Un été en Louisiane en 1991. Après un rôle de premier plan aux côtés de Mark Wahlberg dans le thriller Obsession mortelle en 1996, elle fait une percée en 1999 pour son rôle d'Annette Hargrove dans la comédie dramatique Sexe Intentions ainsi que pour son interprétation de Tracy Flick dans la comédie L'Arriviste. Elle obtient une reconnaissance plus large avec le rôle d'Elle Woods dans la comédie La Revanche d'une blonde (2001), ainsi qu'en tant que rôle principal dans Fashion victime (2002). C'est surtout le rôle de June Carter dans le biopic musical Walk the Line en 2005 qui lui apporte la consécration avec l'Oscar de la meilleure actrice.
Après un ralentissement dans sa carrière après son sacre aux Oscars, avec De l'eau pour les éléphants (2011) pour seul film marquant durant cette période creuse, elle signe son grand retour en 2014 en produisant le thriller Gone Girl, mais aussi en tenant le rôle de Cheryl Strayed dans le drame Wild, dont elle est également productrice. Sa prestation dans Wild lui vaut sa seconde nomination à l'Oscar de la meilleure actrice. Reese Witherspoon s'est également aventurée vers la télévision en produisant et en incarnant l'un des rôles principaux de la série Big Little Lies (2017-2019) sur HBO, qui remporte l'Emmy Award de la meilleure mini-série. En 2019, elle produit et joue dans la série dramatique Apple TV+ The Morning Show.
Reese Witherspoon possède également une entreprise de vêtements (Draper James) et anime un club de livres (Reese's Book Club). Elle est actionnaire et administratrice de la société Hello Sunshine qu'elle a créée et dont elle a cédé ultérieurement le contrôle.
Elle est activement impliquée dans des organisations de défense des enfants et des femmes. Elle siège au conseil d'administration du Children's Defence Fund et a été nommée ambassadrice mondiale d'Avon Products en 2007. Elle est présidente honoraire de la fondation caritative d'Avon Products. Elle a reçu une étoile sur le Walk of Fame à Hollywood en 2010. Elle co-fonde en 2000 la compagnie de production Type A Films qui devient en 2016 Hello Sunshine, laquelle se concentre sur des histoires centrées sur des personnages féminins, et a produit un bon nombre de films et de séries télévisées.

## Biographie

### Jeunesse et formation
Laura Jeanne Reese Witherspoon est née le 22 mars 1976, au Southern Baptist Hospital de La Nouvelle Orléans, en Louisiane, alors que son père le docteur John Draper Witherspoon était étudiant à la faculté de médecine de l'Université Tulane,. Son père, né en Géorgie, était lieutenant de l'armée de réserve américaine, et faisait, jusqu'en 2012, de la pratique privée d'ORL. Sa mère, le docteur Mary Elizabeth « Betty » (née Reese), originaire d'Harriman, au Tennessee, a obtenu cinq diplômes y compris un doctorat en sciences infirmières en pédiatrie. Elle est devenue professeure de sciences infirmières à l'Université Vanderbilt,. Elle a revendiqué être la descendante de John Witherspoon, qui signa la Déclaration d'indépendance,. Cependant, cette affirmation n'a pas été vérifié par les généalogistes de la Société des descendants des signataires de la Déclaration d'indépendance. Ses parents sont toujours légalement mariés, bien qu'ils se soient séparés en 1996. Reese a des origines anglaises, irlandaises, écossaises, galloises ainsi que des lointaines origines néerlandaises.
Le père de Reese Witherspoon a travaillé pour l'armée américaine à Wiesbaden, en Allemagne, où elle vécut pendant quatre ans,.
Après son retour aux États-Unis, elle passe son enfance à Nashville, au Tennessee,. Reese Witherspoon a été élevé en tant qu'épiscopalienne et a déclaré qu'elle était fière de « l'éducation définitive du Sud » qu'elle avait reçue. Elle a déclaré que cela lui donnait « un sens de la famille et des traditions » et lui a enseigné « à être consciencieuse face aux sentiments des gens, à être polie, à être responsable et à ne jamais prendre pour acquis ce que vous avez dans la vie »,,.
À l'âge de sept ans, Reese Witherspoon est choisie comme modèle pour les publicités télévisées d'un fleuriste, ce qui la motive à prendre des cours de théâtre. À l'âge de onze ans, elle prend la première place au Ten-State Talent Fair. Elle a obtenu de bonnes notes à l’école, a adoré la lecture et s’est considérée elle-même comme « une grosse idiote qui lisait plein de livres ». En mentionnant son amour pour les livres, elle a déclaré : « Je deviens folle dans une librairie. Cela me fait battre le cœur parce que je veux tout acheter ». Elle a été qualifiée comme « multi-performante » et ses parents lui ont donné le surnom de « Little Type A »,.
Elle est diplômée de la Harpeth Hall School, une école de filles de Nashville, où elle était pom-pom girl,. Plus tard, elle a étudié à l'université Stanford pour obtenir une majeure en littérature anglaise, mais a quitté l’école avant de terminer ses études pour poursuivre une carrière d'actrice.

### Vie privée

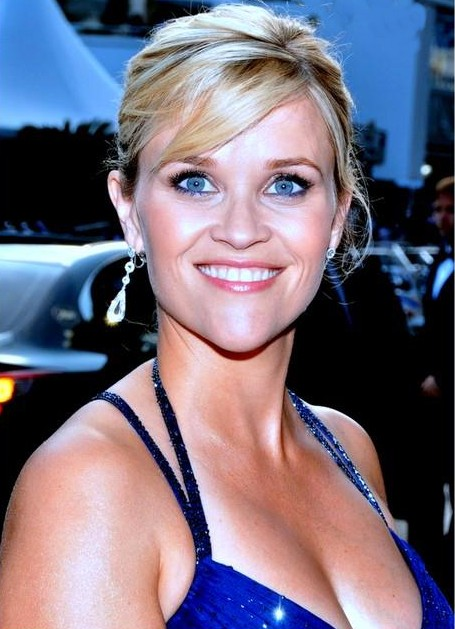
L'actrice au festival de Cannes 2012.

Reese Witherspoon a cité les actrices Jodie Foster, Meryl Streep, Holly Hunter, Susan Sarandon, Frances McDormand, Debra Winger, Diane Ladd, Julia Roberts, Nicole Kidman, Jennifer Aniston, Goldie Hawn, Sally Field, Sigourney Weaver, Lucille Ball, Carole Lombard, Judy Holliday, Gena Rowlands et les acteurs Tom Hanks, Jack Nicholson et Michael Keaton comme influences sur son jeu d'actrice,,,. Ses films préférés sont La Fièvre dans le sang, Waiting for Guffman, Broadcast News, Arizona Junior et Un couple à la mer,,,.
Reese rencontre l'acteur Ryan Phillippe le jour de son 21e anniversaire, en mars 1997. Ils se fiancent en décembre 1998 puis se marient le 5 juin 1999 à Charleston en Caroline du Sud,. Ils ont deux enfants : une fille prénommée Ava Elizabeth Phillippe (née le 9 septembre 1999) et un fils prénommé Deacon Reese Phillippe (né le 23 octobre 2003). En octobre 2006, Reese et Ryan annoncent leur séparation. Le mois suivant, le couple annonce qu'il est en procédure de divorce citant des « différents irréconciliables ». Leur divorce est officialisé en 2008.
En 2007, Reese entame une relation amoureuse avec l'acteur Jake Gyllenhaal. Le couple se sépare en décembre 2009.
En février 2010, Reese commence à fréquenter Jim Toth,. Ils annoncent leurs fiançailles en décembre 2010 puis ils se marient le 26 mars 2011 à Ojai en Californie. Le 27 septembre 2012, Reese met au monde un garçon prénommé Tennessee James. C'est le troisième enfant de l'actrice et le premier de Jim.
En 2013, Witherspoon a été arrêtée pour trouble à l'ordre public après l'interpellation de son mari, soupçonné de conduite en état d'ivresse. Plus tard, elle n'a pas contesté les charges et a dû payer les frais de justice.
Elle est proche de l'actrice Jennifer Aniston et de l'acteur Robert Pattinson, avec qui elle joue dans le film De l'eau pour les éléphants et de l'actrice Sofia Vergara.
Elle lance en 2016 sa propre ligne de vêtements : Draper James, inspirée du style de vie du sud américain dont est originaire sa famille.
En mars 2023, elle annonce son divorce sur les réseaux sociaux.
En 2023, elle devient l'actrice la plus riche du monde selon le magazine Forbes, avec une fortune estimée à 440 millions de dollars. Cela la place au 59e rang des femmes américaines ayant fait fortune par leurs propres moyens.

## Carrière

### Débuts de carrière (1991-1998)

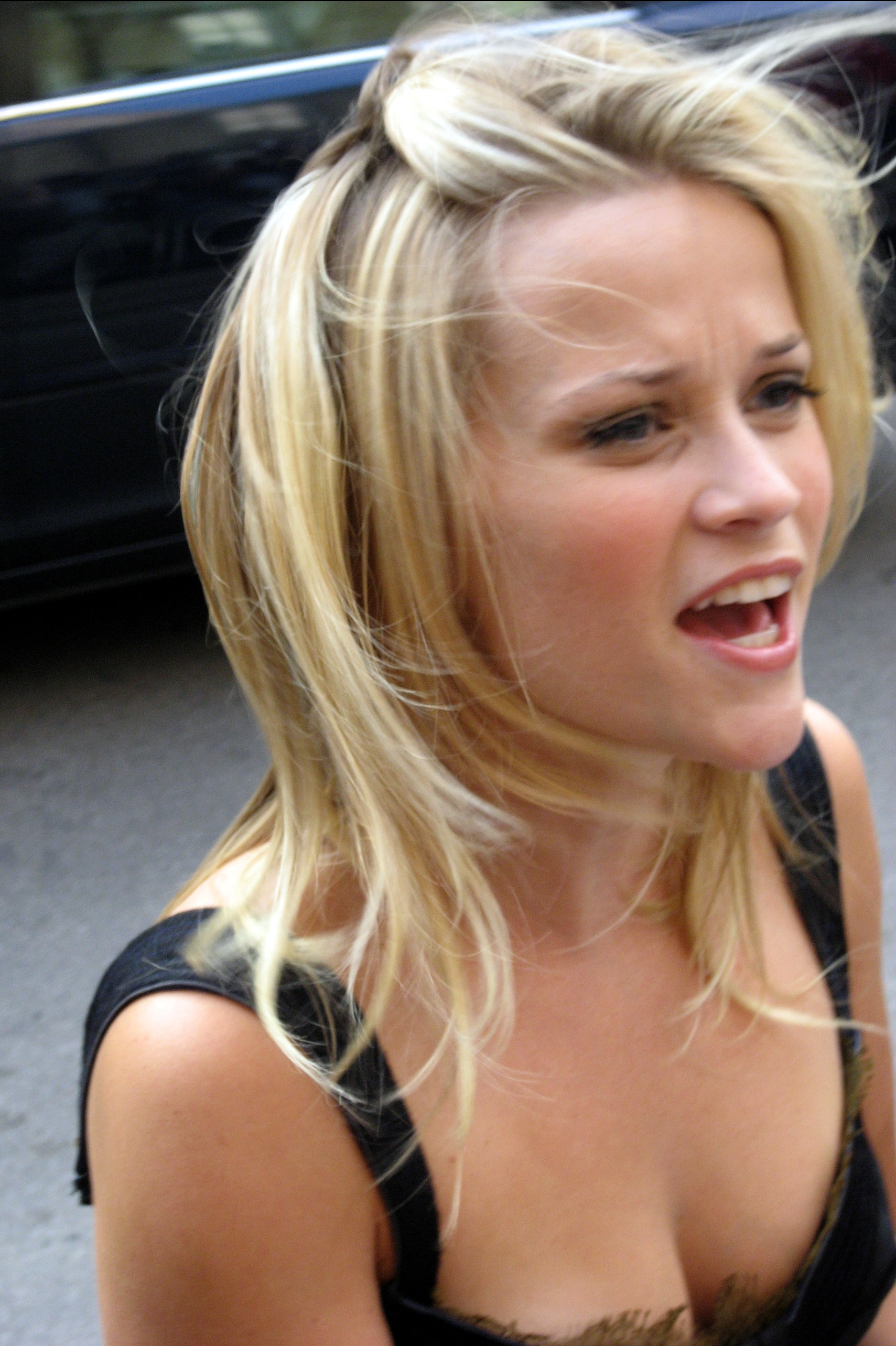
Witherspoon lors de la première du film Pénélope au festival de Toronto en 2005.

En 1991, Reese Witherspoon a participé à un appel de casting pour Un été en Louisiane, dans le but de passer une audition en tant que figurante. Au lieu de cela, elle a été choisie pour le rôle principal de Dani Trant, une fille de la campagne de 14 ans qui tombe amoureuse pour la première fois de son voisin de 17 ans. Selon The Guardian, sa performance a fait bonne impression. En ce qui concerne sa performance, Roger Ebert a dit que « son premier baiser est l'une des scènes les plus parfaites que j'ai jamais vues dans un film ». Pour ce rôle, Reese Witherspoon a été nommée pour le prix de la meilleure jeune actrice au Young Artist Awards Plus tard cette année-là, elle a joué son premier rôle à la télévision dans La Petite Sauvage aux côtés de Patricia Arquette,.
En 1992, Reese Witherspoon est apparue dans le téléfilm Desperate Choices: To Save My Child, dépeignant une jeune fille gravement malade.
En 1993, elle joue une jeune épouse dans la mini-série de CBS Lonesome Dove : La Loi des justes, Nonnie Parker dans le film de Disney Kalahari et un rôle mineur dans Jack the Bear, qui lui a valu le Young Artist Award de la meilleure jeune actrice,. L'année suivante, Reese Witherspoon joua un autre rôle principal en tant que Wendy Pfister dans le film SFW.
En 1996, Reese Witherspoon joue dans deux films majeurs : le thriller Fear aux côtés de Mark Wahlberg, dans lequel elle incarne Nicole Walker, une adolescente qui commence à sortir avec un homme aux tendances obsessionnelles, et la comédie noire Freeway, aux côtés de Kiefer Sutherland et Brooke Shields, où elle tient le rôle principal. Son personnage dans Freeway, Vanessa Lutz, est une fille pauvre vivant à Los Angeles qui rencontre un tueur en série sur le chemin de la maison de sa grand-mère à Stockton. Le film a reçu des critiques positives de la presse : parmi eux se trouvait le San Francisco Chronicle, Mick LaSalle commentant que « Witherspoon, qui fait un accent texan, est éblouissante, tout à fait crédible dans une situation extrême après l'autre ». La performance de Reese Witherspoon lui a valu le prix de la meilleure actrice au Festival du film policier de Cognac et a contribué à son établissement en tant qu'étoile montante,. La réalisation du film a également procuré à Reese Witherspoon une expérience significative dans le jeu d'acteur, comme elle l'a dit : « Une fois, j'ai surmonté les obstacles de ce film - qui m'ont effrayé à mort - je me suis dit que je pouvais tout essayer ». Si Freeway passe inaperçu, Fear offre à la jeune actrice son premier succès public avec plus de 20 millions de dollars, alors qu'il a été tourné avec un budget de 6,5 millions de dollars.
En 1998, Witherspoon a joué un rôle majeur dans trois films : Livraison Express, Pleasantville et L'Heure magique,. Dans Pleasantville, elle a joué avec Tobey Maguire dans un conte où un frère et une sœur, adolescents des années 1990, sont transportés comme par magie dans le cadre d’une série télévisée des années 1950. Elle dépeint Jennifer, la sœur du personnage de Maguire, comme se préoccupant principalement des apparences, des relations et de la popularité. Sa performance a reçu de bonnes critiques et lui a valu le Young Hollywood Award pour la meilleure révélation féminine. Le réalisateur Gary Ross a applaudi ses efforts en disant qu'« elle s’engage avec un personnage si complètement et elle comprend la comédie ».

### Premiers rôles importants (1998-1999)

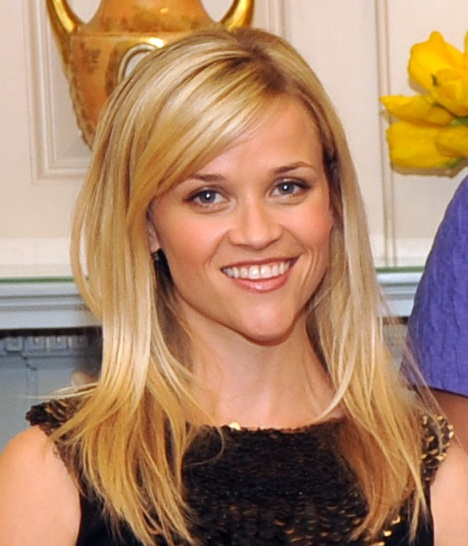
Witherspoon à Washington en mars 2010.

En 1999, Reese Witherspoon a joué aux côtés d’Alessandro Nivola dans le thriller dramatique Un coup d'enfer où elle incarne Lissa, une femme qui tente avec son amoureux d'échapper à une petite ville sans issue. Cette année-là, elle a également partagé la vedette avec Sarah Michelle Gellar et Ryan Phillippe dans le film dramatique Sexe Intentions, une version moderne du roman français du XVIIIe siècle, Les Liaisons dangereuses. Le San Francisco Chronicle a salué sa performance dans le rôle d'Annette Hargrove: « Witherspoon est particulièrement douée dans le rôle le moins clinquant, et même lorsqu'elle est appelée à faire une série de jolis visages diaboliques, elle réussit ». Elle est également apparue dans un clip vidéo de Marcy Playground pour la bande originale du film. Le film est devenu un succès au box-office, rapportant plus de 75 millions de dollars de recettes mondiales – dont 38 millions sur le sol américain – pour un budget de 10,5 millions de dollars et a acquis le statut de film culte.
Vient ensuite peut-être le rôle qui a défini la carrière de Reese Witherspoon : elle partage l'affiche avec Matthew Broderick dans la comédie L'Arriviste, adaptation du roman de Tom Perrotta. Malgré le peu de succès obtenu au box-office, L'Arriviste est largement acclamé par la critique,. Pour son interprétation de Tracy Flick (en), elle a reçu de nombreux éloges de la part du National Society of Film Critics et de l'Online Film Critics Society ainsi qu'une première nomination aux Golden Globes et à l'Independent Spirit Award,. La prestation de la jeune actrice est classée sur la liste des 100 plus grandes performances de film de tous les temps par Première. Le réalisateur Alexander Payne a dit d'elle : « Elle a cette qualité que les hommes trouvent attrayante, alors que les femmes aimeraient être son amie. Mais ce n'est que la base. Personne d'autre n'est aussi drôle et ne porte autant de charme. Elle peut faire n'importe quoi ». En dépit de son succès avec L'Arriviste, Reese Witherspoon a noté dans une interview qu'elle avait du mal à trouver du travail après avoir terminé le film en raison de l’enfermement dans un rôle. En analysant les raisons de sa difficulté à trouver du travail Reese Witherspoon a commenté : « Je pense que le personnage que j'ai joué était si extrême et assez maussade - les gens pensaient que c'était ma propre personnalité, plutôt que de jouer et de créer un rôle. J'auditionnais pour des choses et j'étais toujours le second choix –, les studios ne voulaient jamais m'engager et je ne perdais pas les rôles devant les grandes actrices du box-office, mais bien avec celles dont les gens, je suppose, ressentaient les choses différemment ».
En 2000, Reese Witherspoon a joué un rôle de soutien dans American Psycho en tant que petite amie de Patrick Bateman (Christian Bale) et fait une apparition dans la comédie Little Nicky. Elle a également tenu le rôle de la sœur cadette de Rachel Green dans deux épisodes de la série Friends.

### Reconnaissance mondiale (2000-2006)

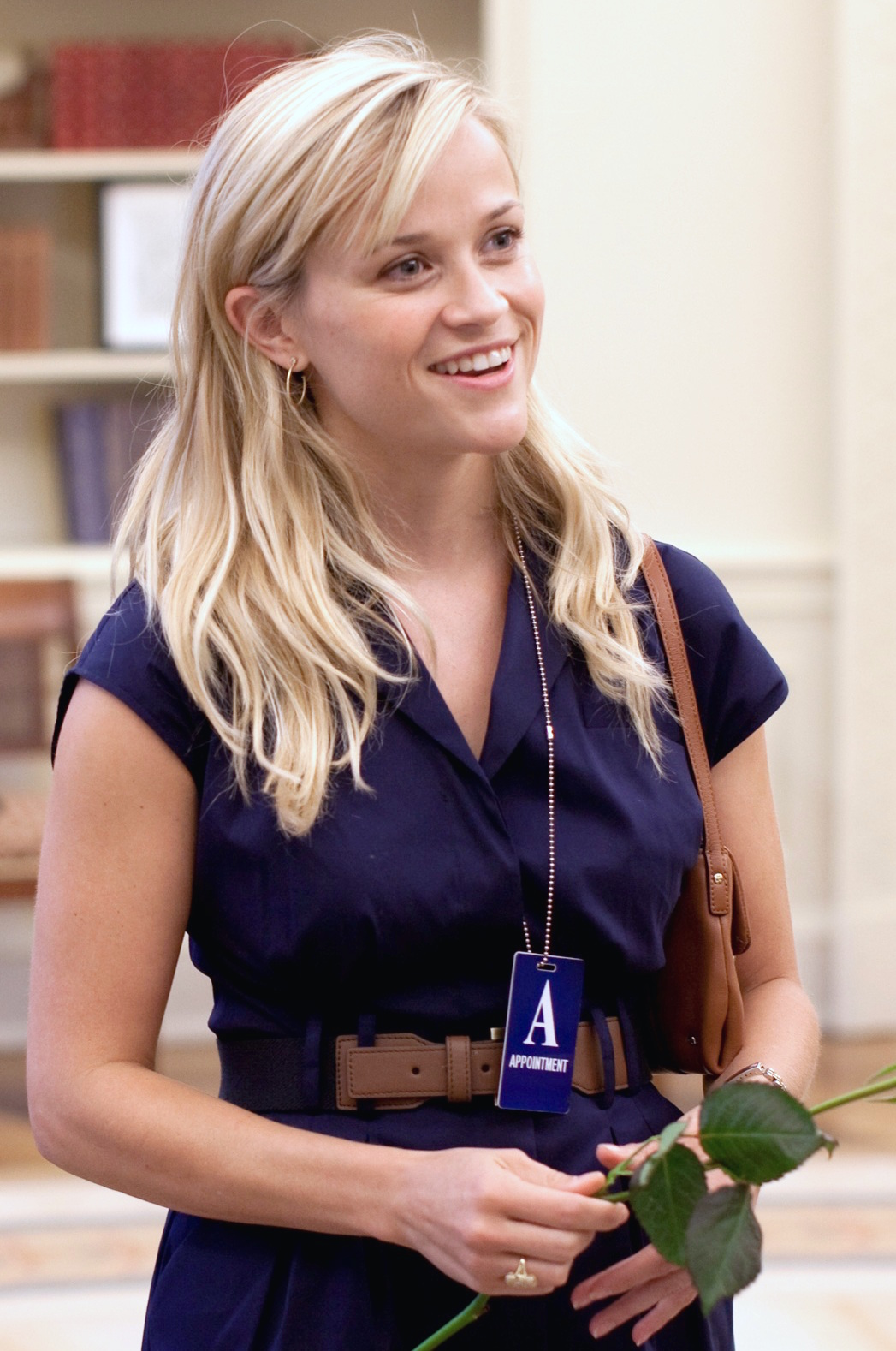
Reese Witherspoon en juin 2009 dans le Bureau ovale.

En 2001, le film La Revanche d'une blonde marque un tournant dans sa carrière. Elle y incarne Elle Woods, une spécialiste du secteur de la mode qui décide de devenir étudiante en droit afin de suivre son ex-petit ami à la faculté de droit de Harvard. À propos du rôle, l'actrice a déclaré : « Quand j'ai lu La Revanche d'une blonde, je me suis dit: "Elle vient de Beverly Hills, elle est riche, elle est dans une sororité. Elle a un super petit ami. Oh oui, elle se fait larguer. Qui s'en soucie? Je déteste toujours ça." Nous avons donc dû nous assurer qu'elle était le genre de personne que vous ne pouvez pas haïr ». La Revanche d'une blonde devient un succès au box-office, réalisant un chiffre d'affaires de 96 millions de dollars sur le territoire américain. La performance de Witherspoon a été saluée par les critiques alors que la presse commençait à la qualifier de « nouvelle Meg Ryan ». Dans son commentaire dans sa critique du film, Roger Ebert note que « Witherspoon a animé sans effort ce matériau avec bonheur et esprit vif » et Salon.com a noté qu'« elle [Witherspoon] définit joliment le personnage d'Elle ». Seattle Post-Intelligencer conclut que « Witherspoon est une humoriste talentueuse qui sait remonter le décor en marchant en force et en entraînant presque à elle seule cette modeste petite comédie ». Pour sa prestation, Witherspoon obtient sa deuxième nomination au Golden Globe et est récompensée par un MTV Movie Award de la meilleure performance comique.
En 2002, après le succès de La Revanche d'une blonde, Reese Witherspoon a joué dans plusieurs rôles, tels que Greta Wolfcastle dans l'épisode La Passion selon Bart de la série d'animation Les Simpson et Cecily dans L'Importance d'être constant, une adaptation cinématographique de la pièce d'Oscar Wilde pour laquelle elle a reçu une nomination au Teen Choice Awards.
Plus tard cette année, elle a joué avec Josh Lucas et Patrick Dempsey dans le film Fashion victime, dans lequel elle joue Melanie Carmichael, une jeune créatrice de mode qui a l'intention d'épouser un politicien de New York mais doit retourner à Alabama pour divorcer de son amour d'enfance, dont elle est séparée depuis sept ans. Witherspoon a considéré cela comme un « rôle personnel » dans la mesure où cela lui rappelait les expériences qu'elle avait vécues lorsqu'elle avait déménagé de sa ville natale de Nashville à Los Angeles. Le film est devenu le plus grand succès au box-office de Witherspoon pour un film en prises de vues réelles. Il a rapporté plus de 35 millions de dollars le week-end d'ouverture et plus de 127 millions de dollars aux États-Unis,. En dépit de son succès commercial, Fashion victime n'a pas obtenu de bonnes critiques. Le Miami Herald l'a qualifié « de comédie romantique ennuyeuse et prévisible » et la presse a largement reconnu que Witherspoon était la seule raison pour laquelle le film avait attiré un tel public,. En décrivant le rôle de Witherspoon dans le film, le Christian Science Monitor a conclu qu'« elle n'est pas la principale attraction du film, elle est sa seule attraction ».
En 2003, Witherspoon a poursuivi le succès de La Revanche d'une blonde en jouant dans la suite La blonde contre-attaque. Son personnage Elle Woods est devenue une avocate formée à Harvard et déterminée à protéger les animaux des tests scientifiques de l'industrie cosmétique. La suite n'a pas eu le même succès financier que le premier film et a suscité des critiques essentiellement négatives. USA Today considérait le film comme « lugubre, peu drôle et presque dingue », mais notait que « Reese Witherspoon fait toujours un beau travail en décrivant le cerveau adorable des cheveux blonds, mais son timing comique de haut niveau est perdu dans un dialogue sans humour ». Pendant ce temps, Salon.com a conclu que la suite « a calcifié tout ce qui était agréable dans le premier film ». Bien qu'éreintée par la critique, la suite encaisse plus de 39 millions de dollars au cours de ses cinq premiers jours au box-office américain et a finalement rapporté 90 millions de dollars aux États-Unis. Witherspoon a été payée 15 millions $ pour le rôle, ce qui lui a permis d'être l'une des actrices les mieux payés d'Hollywood entre 2002 et 2010,.
En 2004, Witherspoon a joué dans Vanity Fair : La Foire aux vanités, adaptation du roman classique du XIXe siècle réalisée par Mira Nair. Son personnage, Becky Sharp, est une femme pauvre avec une détermination impitoyable à trouver la fortune et à se positionner dans la société. Witherspoon était soigneusement costumée pour cacher que pendant le tournage, elle était enceinte de son deuxième enfant. Cette grossesse n’a pas nui à son travail, car Witherspoon a estimé que la gestation l’avait en fait aidée à interpréter le personnage de Sharp: « J’aime la luminosité que procure la grossesse, j’aime la chair, j’aime la poitrine ample, c’est ce qui m’a donné beaucoup plus pour jouer avec », a t-elle dit,. Le film et l'incarnation de Sharp par Witherspoon ont reçu des critiques mitigées, comme l'écrivait The Hollywood Reporter : « La distribution de Nair est magnifique. Witherspoon rend justice au rôle juteux en donnant à la pièce plus de dynamisme que de méchanceté ». Parallèlement, Charlotte Observer qualifiait son travail d'« excellente performance, douce sur le bord » et le Los Angeles Times concluait que Becky était « un rôle que Reese Witherspoon était née pour jouer »,. Cependant, LA Weekly a écrit que « Witherspoon finit par transmettre si peu de ce qui est à la fois effroyable et pervers attirant au sujet de la prétendue maîtresse de Vanity Fair » et déclare que cela pourrait avoir un rapport avec la vanité de Witherspoon « avec le besoin d'une jeune star sans Oscar d'être aimé plus que quiconque pourrait imaginer aimer le "vrai" Becky Sharp ». D'autres ont déclaré qu'elle était une erreur de casting.

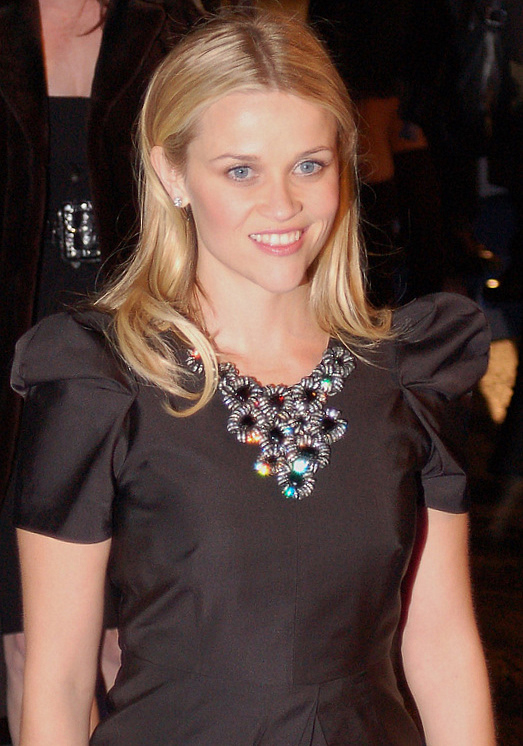
Witherspoon en 2009 lors de la première britannique de Monstres contre Aliens.

À la fin de 2004, Witherspoon a commencé à travailler avec Mark Ruffalo dans la comédie romantique Et si c'était vrai, adaptation du roman de Marc Lévy. Son personnage, Elizabeth Masterson, est une jeune docteure ambitieuse qui est victime d’un accident de voiture alors qu’elle se rendait à un rendez-vous et qui tombe dans le coma, tandis que son esprit retourne dans son ancien appartement où elle retrouve plus tard le véritable amour. Le film obtient des critiques positives, est un succès au box-office, réalisant plus de 102,8 million de dollars de recettes.
Plus tôt cette année-là, Witherspoon est choisie pour interpréter June Carter Cash, la deuxième épouse du chanteur-compositeur de musique country Johnny Cash, qui sera incarné par Joaquin Phoenix, dans le biopic Walk the Line. Elle n’a jamais eu la chance de rencontrer Carter, Witherspoon étant en train de tourner Vanity Fair au moment du décès de la chanteuse. Witherspoon a chanté avec sa propre voix dans le film et ses chansons devaient être interprétées devant un public. Elle était tellement inquiète d'avoir besoin de se produire en direct qu'elle a demandé à son avocat de résilier le contrat de film. « C'était la partie la plus difficile du rôle », se souvient-elle plus tard au cours d'une interview. « Je n'avais jamais chanté professionnellement ». Par la suite, elle a dû passer six mois à apprendre à chanter pour le rôle,. Le portrait de Carter Cash par Witherspoon a été bien accueilli par les critiques, et Roger Ebert a écrit que sa performance ajoutait une « énergie sans bornes » au film. Elle a remporté plusieurs prix pour sa performance, notamment le Golden Globe Award, le Screen Actors Guild, le BAFTA et l'Oscar de la meilleure actrice. Outre le succès critique dans l'industrie du cinéma, Witherspoon et Phoenix ont reçu une nomination pour la "vidéo collaborative de l'année" des CMT Music Awards,. Witherspoon a exprimé sa passion pour le film: « J'aime beaucoup dans ce film le réalisme qui dépeint comme un vrai mariage, une vraie relation où il y a des pensées interdites et une erreur. Et il est question de compassion à long terme, pas seulement les solutions courtes et faciles aux problèmes ». Elle a également déclaré qu'elle pensait que Carter Cash était une femme en avance sur son temps: « Je pense que ce qui est vraiment remarquable à propos de son personnage, c'est qu'elle a fait toutes ces choses que nous considérons comme des choses normales dans les années 1950 alors que ce n'était pas le cas. Il est tout à fait acceptable qu'une femme soit mariée et divorcée deux fois, qu'elle ait deux enfants différents de deux maris différents et qu'elle voyage seule dans une voiture remplie de musiciens très célèbres. Elle n'a pas essayé de se conformer aux conventions sociales, alors je pense que ça fait d'elle une femme très moderne ».
Le premier rôle ayant suivi son Oscar de est dans le conte de fées moderne Pénélope, en tant que Annie, la meilleure amie de Penelope (Christina Ricci). Le film a été produit par sa société Type A Films. Le tournage a débuté en mars 2006, juste après la victoire de Witherspoon aux Oscars pour Walk the Line. Bien que le film ait été présenté au Festival international du film de Toronto en 2006,, la date de sortie finale de Pénélope a été retardée à deux reprises avant une sortie éventuelle en février 2008,.

### Perte de vitesse (2007-2012)

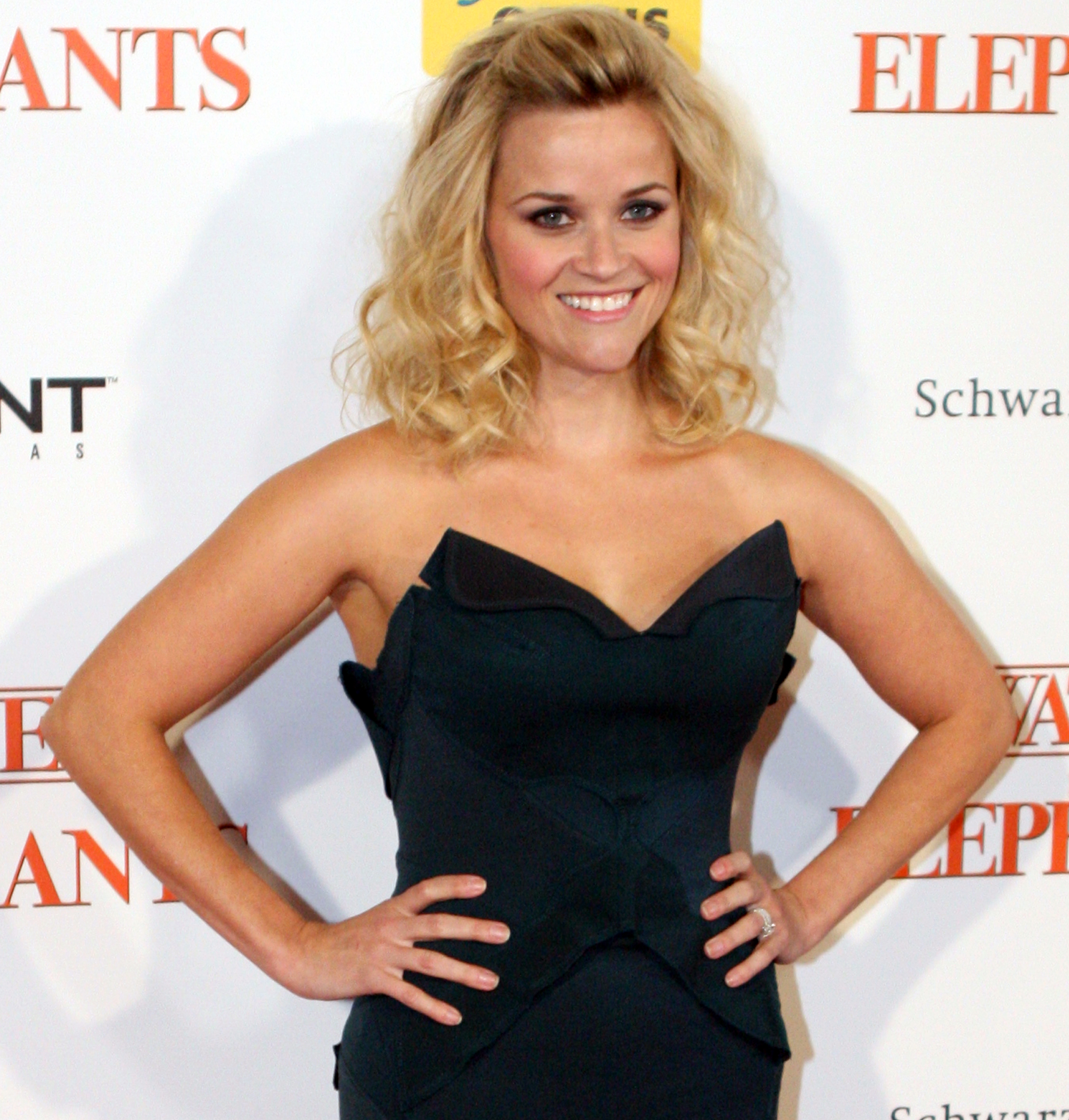
Witherspoon lors de la première du film De l'eau pour les éléphants en 2011.

Après avoir remporté un succès critique avec Walk the Line, Witherspoon admet avoir passé plusieurs années à « patauger dans sa sage carrière ». Dans une interview de décembre 2014, elle a attribué cette situation à sa séparation d'avec Ryan Phillippe en octobre 2006 et à leur divorce ultérieur, affirmant qu'elle avait passé « quelques années à essayer de se sentir mieux. Vous savez, vous pouvez. Sois vraiment très créatif quand tu sens que ton cerveau est un œuf brouillé ». Elle a affirmé qu'elle « ne faisait pas des choses qui [le] passionnaient », travaillant « juste en quelque sorte, vous savez. Et il était vraiment clair que les auditoires ne réagissaient à rien de ce qu'[elle] diffusai[t] ».
Cette période de la carrière de Witherspoon a débuté avec le tournage du thriller Détention secrète en novembre 2006. Dans le film, elle incarne Isabella El-Ibrahim, la femme enceinte d'un suspect d'attentat à la bombe. Le film est sorti en octobre 2007 et marque la première apparition de Witherspoon dans les salles de cinéma depuis la sortie en 2005 de Walk the Line. Le film a reçu des critiques mitigées et a généralement été considéré comme une déception par le Festival international du film de Toronto. La performance de Witherspoon a également été critiquée: « Reese Witherspoon est étonnamment sans vie », a écrit Claudia Puig de USA Today, ajoutant qu'« habituellement, elle injecte de l'énergie et de l'esprit dans ses parties, mais ici, sa performance semble gommée ».
En décembre 2007, Witherspoon a commencé à travailler avec Vince Vaughn pour le tournage de la comédie Tout... sauf en famille, qui raconte l'histoire d'un couple qui doit passer son Noël à essayer de rendre visite à ses quatre parents divorcés. Le film est sorti en novembre 2008. Malgré des critiques négatives de la part du public, il est devenu un succès au box-office, gagnant plus de 120 millions de dollars sur le marché intérieur et 183 millions de dollars dans le monde.
En 2009, Witherspoon a doublé Susan Murphy, le personnage principal du film d'animation par ordinateur de DreamWorks, Monstres contre Aliens, sorti en mars 2009, devenant son plus grand succès à l'époque. Elle a également coproduit le spin-off Blondes pour la vie, mettant en vedette Milly et Becky Rosso.
Cependant, Witherspoon n’est apparue dans un film en prises de vues réelles que deux ans après la sortie en 2008 de Tout... sauf en famille. Elle a confié à Entertainment Weekly que la « pause » n'était pas planifiée, déclarant: « Je n'ai tout simplement pas lu ce qui me plaisait ... Il y a beaucoup de très gros films sur les robots et autres choses - et il n'y a pas pour une femme de 34 ans dans un film de robot ». Witherspoon est revenue avec trois films sortis en 2010, 2011 et 2012, tous centrés sur elle en tant que femme prise dans un triangle amoureux entre deux hommes. Dans une interview accordée à MTV en 2012, Witherspoon a qualifié de plaisanterie ce trio de films comme étant sa « période du triangle amoureux ».
Le premier film était la comédie romantique Comment savoir,, de James L. Brooks qui la met en vedette en tant qu'ancienne joueuse national de softball qui a du mal à choisir entre un petit ami vedette du baseball (Owen Wilson) et un exécutif d'une entreprise faisant l’objet d’une enquête pour crime en col blanc (Paul Rudd). Le film a été tourné à Philadelphie et à Washington au cours de l'été et de l'automne 2009, et est sorti le 17 décembre 2010. Le film était à la fois un échec critique et commercial. Malgré un budget de plus de 100 millions de dollars, le film n'a rapporté que 7,6 millions de dollars lors de son week-end d'ouverture, ce qui a conduit le Los Angeles Times à le qualifier de « l'un des plus gros flops de l'année ». Le film a principalement reçu un accueil négatif de la part des critiques, enregistrant un score de 35% sur le site Rotten Tomatoes avec 111 critiques à la fin de décembre 2010.
Le deuxième film de la « période du triangle amoureux » de Witherspoon était l'adaptation cinématographique du roman du même nom De l'eau pour les éléphants. Elle a commencé sa formation de cirque en mars 2010 pour son rôle dans Marlena, une interprète glamour coincée dans un mariage avec un mari instable (Christoph Waltz), mais intriguée par le nouveau vétérinaire du cirque (Robert Pattinson). Le film a été tourné entre fin mai et début août 2010 dans divers endroits du Tennessee, de Géorgie et de Californie. Il sort en salles le 22 avril 2011, est un succès au box-office avec plus de 117.1 millions de dollars, tout en recevant des critiques mitigées.
En septembre 2010, Witherspoon commence le tournage du troisième et dernier film sur le triangle amoureux Target, une comédie d'espionnage de la 20th Century Fox réalisée par McG dans laquelle le personnage de Witherspoon est au centre d'une bataille entre meilleurs amis (joué par Chris Pine et Tom Hardy) qui sont tous les deux amoureux d'elle. Le film a été « furtivement » sorti le jour de la Saint-Valentin, avant d'être complètement distribué dans les salles le 17 février 2012,,,,. Le film a été éreinté par la critique (avec 25% de taux d'approbation sur Rotten Tomatoes) et est un succès avec plus de 157 millions de dollars.. Le New York Times a fait remarquer que cela « prolongeait la période froide au box-office de Ms. Witherspoon, lauréate d'un Oscar ».

### Retour et expansion professionnelle (depuis 2013)

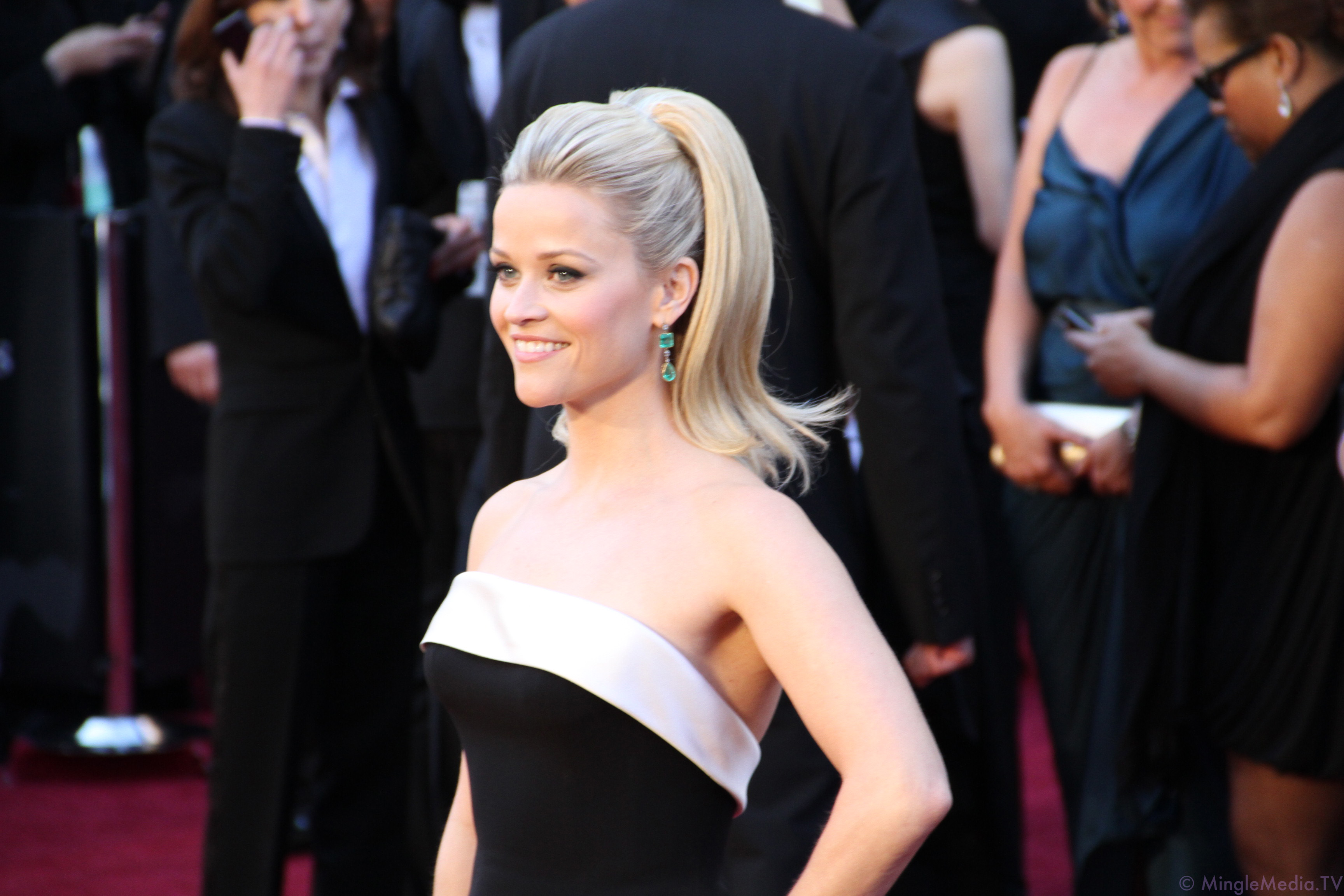
L'actrice sur le tapis rouge de la des Oscars en février 2011.

Les films suivants de Witherspoon marquent une rupture avec le thème du triangle amoureux. En septembre 2011, un an après le début de son travail sur Target, elle tient un rôle secondaire dans Mud : Sur les rives du Mississippi, le drame de Jeff Nichols sur le thème du passage à l'âge adulte, dans lequel elle incarne Juniper, l'ancienne petite amie d'un fugitif (Matthew McConaughey), qui avec l'aide de deux garçons de la région pour l’aider à échapper à la capture et raviver sa romance avec elle,. Mud est diffusé en mai 2012 en compétition pour la Palme d'Or au Festival de Cannes, mais ne l'a pas gagné,. Après ses débuts américains au Festival de Sundance le 19 janvier 2013, le film n'a eu qu'une sortie limitée dans certains cinémas en Amérique du Nord le 26 avril 2013,, mais est toutefois rentable.
Witherspoon a ensuite joué dans Les Trois Crimes de West Memphis, qui est basé sur le livre Devil's Knot, réalisé par Atom Egoyan et examine le cas controversé des trois meurtres de West Memphis. Comme Mud, le film se passe dans l'Arkansas. Witherspoon joue Pam Hobbs, la mère d’une des trois jeunes victimes du meurtre. Dans une interview qui a suivi son casting dans le film, Egoyan a noté que bien que le rôle nécessite « un voyage chargé d'émotion », il « a rencontré Reese et ... a longuement parlé du projet et elle a hâte de relever le défi ». Le film a été tourné en Géorgie en juin et juillet 2012,,. Witherspoon était enceinte de son troisième enfant lors du tournage,. La première mondiale du film a eu lieu le 8 septembre 2013 au Festival international du film de Toronto,. Il a ensuite été diffusé en sortie limitée le 9 mai 2014.
En avril 2013, Witherspoon commence la production à Atlanta du film The Good Lie, du réalisateur canadien Philippe Falardeau, basé sur des événements réels, sur une Américaine débridée qui avait pour mission d'aider quatre jeunes réfugiés soudanais qui gagnent une loterie pour être relocalisés aux États-Unis,. Il est sorti en salles le 3 octobre 2014. Witherspoon tient également un petit rôle dans Inherent Vice de Paul Thomas Anderson, adapté du roman de Thomas Pynchon, qui s'est tourné à Pasadena, en Californie, à l'été 2013 avant de sortir l'année suivante,.

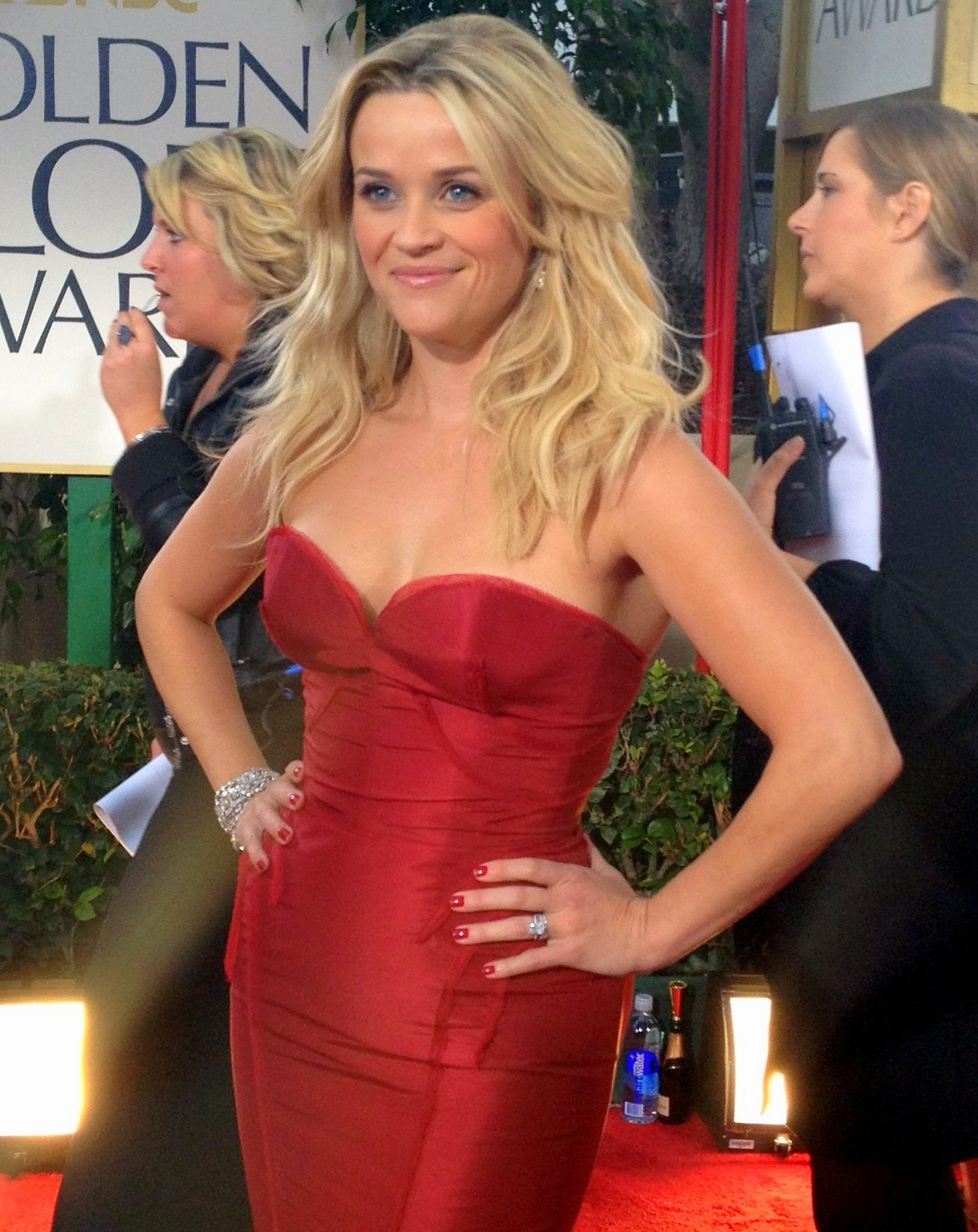
Witherspoon à la 69e cérémonie des Golden Globes le 15 janvier 2012.

Witherspoon lance en 2012 la société de production Pacific Standard. Witherspoon, par l'intermédiaire de la société, a joué le rôle de productrice dans l'adaptation cinématographique du roman de Gillian Flynn, Gone Girl, bien qu'elle n'ait pas tenu le rôle principal du film,. En effet, Witherspoon et sa partenaire de production « n’ont que très peu à voir avec la production de Gone Girl » laissant le réalisateur David Fincher afin de se concentrer leurs efforts sur une autre adaptation produite par Pacific Standard, celle des mémoires de Cheryl Strayed, Wild, dont la production a débuté à l'automne 2013 le même jour que Gone Girl. Witherspoon tient elle rôle principal dans le projet, dépeignant Strayed elle-même lors de sa randonnée de 1 600 km le long du Pacific Crest Trail. Wild sort en décembre 2014 et obtient les acclamations de la critique et fonctionne correctement au box-office,. Michael Phillips du Chicago Tribune a écrit dans sa revue: « Witherspoon joue le rôle le moins décisif de sa carrière, et cela fonctionne. Calmement mais sans relâche, elle donne vie aux aspirations de Strayed, à ses états de chagrin et de désir et à son optimisme méfiant ». Wild a été promue comme le principal véhicule du « retour » de Witherspoon à la suite de son précédent effondrement en carrière,. Sa prestation lui vaut sa deuxième nomination aux Oscars.

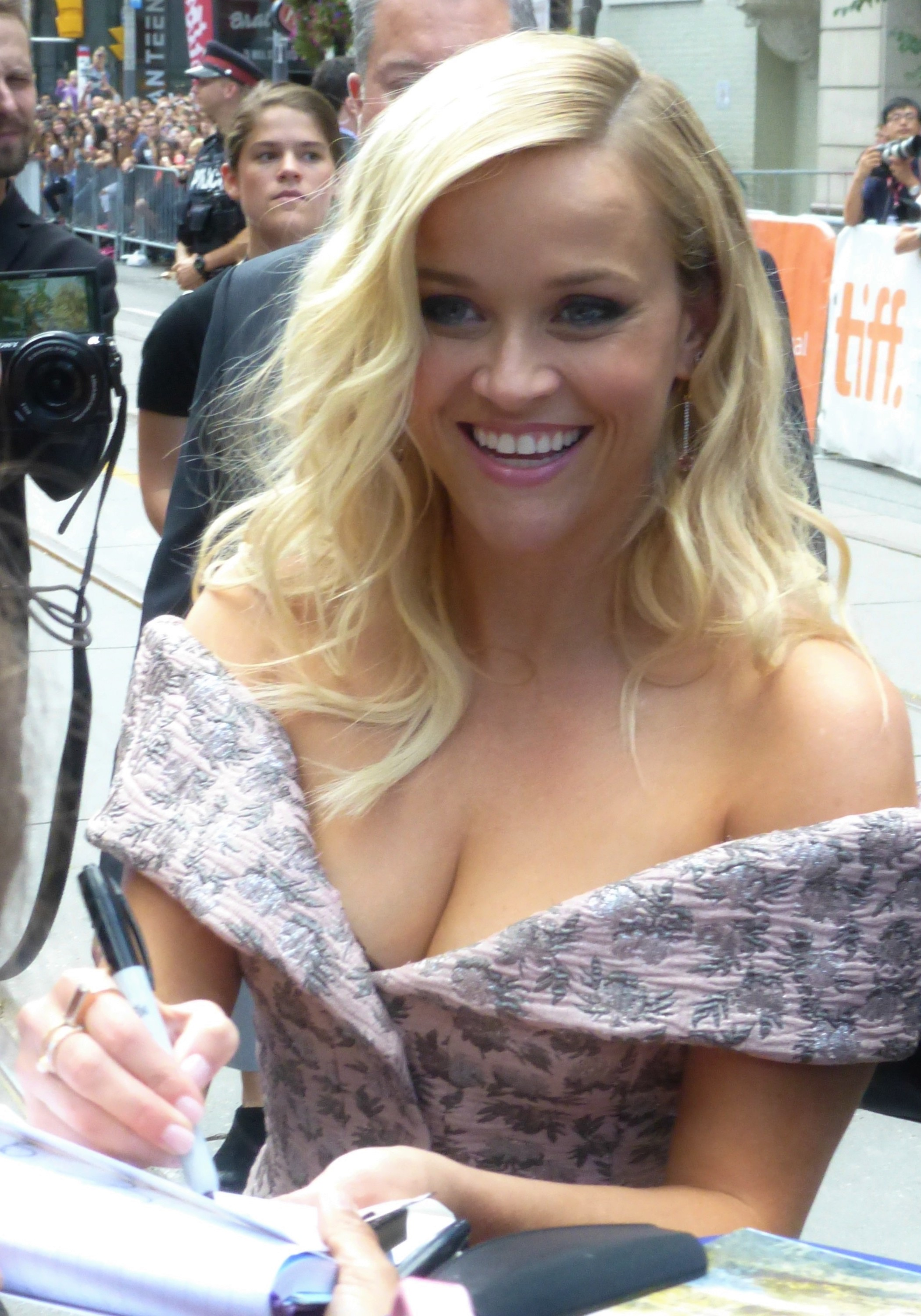
Reese Witherspoon au TIFF 2016.

En mai 2014, Witherspoon a commencé la production en Louisiane de Hot Pursuit, une comédie dans laquelle elle incarne une policière qui tente de protéger la veuve d'un baron de la drogue (Sofía Vergara),. Le film est sorti le 8 mai 2015, obtient des critiques largement négatives et ne récoltant que plus de 51 millions de dollars de recettes.
En 2016, elle prête sa voix à Rosita dans le film d'animation Tous en scène et participe à la bande originale du film. Ce film est devenu le plus grand succès au box-office de Witherspoon, le premier à générer plus de 200 millions de dollars sur le marché américain et 600 millions de dollars dans le monde. Mondialement, le film obtient des critiques positives et a cumulé 634.2 millions de dollars de recettes. Il est également le septième film le plus rentable de 2016.
En janvier 2016, Witherspoon a commencé à tourner son premier projet télévisé depuis Lonesome Dove: Le Retour des justes , l'adaptation en sept épisodes d'une mini-série du best-seller de Liane Moriarty, Big Little Lies. Elle produit la mini-série avec sa co-vedette, Nicole Kidman et le réalisateur du programme, Jean-Marc Vallée, qu'elle retrouve après Wild. La série est diffusée du 19 février au 2 avril 2017 sur HBO,. Witherspoon a été saluée par la critique pour son interprétation. TVLine (en) l'a proclamée comme « interprète de la semaine » du 26 février au 4 mars, tandis que le Washington Post a comparé sa performance à ses précédents travaux dans L'Arriviste et La Revanche d'une blonde.
L'actrice commence la production de la comédie romantique Un cœur à prendre en novembre 2016, premier film réalisée par Hallie Meyers-Shyer, la fille de la cinéaste Nancy Meyers et sortie le 8 septembre 2017, tout en amassant plus de 37 millions de dollars de recettes. Quelques mois plus tard, elle commence à filmer la production Disney Un raccourci dans le temps, adaptation cinématographique du roman du même nom de Madeleine L'Engle et dans lequel elle interprète Madame Whatsit. Le film est sorti en mars 2018, avec Oprah Winfrey et Mindy Kaling, et est réalisé par Ava DuVernay. Il est le premier film en prise de vues réelle de l'histoire du cinéma à être réalisé par une femme de couleur avec un budget de plus de 100 millions de dollars. Il a reçu un accueil critique principalement mitigé de la part de la presse mais réalise une bonne performance aux box-office américain. Néanmoins, il connait un échec au box-office international, remboursant de justesse son budget mais ne réalisant aucun bénéfices en raison de son important budget publicitaire, devenant un « flop » pour Walt Disney Pictures.

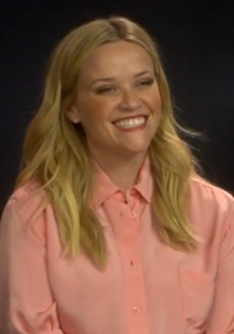
Reese Witherspoon en 2018.

En juillet 2018, Witherspoon débute l'animation de l'émission-débat Shine On avec Reese sur DirecTV. L'émission est une interview individuelle entre Witherspoon et une invitée qui se concentre sur la réalisation de ses rêves. Comme Big Little Lies, le spectacle est produit par sa société de production Hello Sunshine. L’émission marque le premier rôle non scénarisé de Witherspoon à la télévision.
En décembre 2017, HBO a renouvelé Big Little Lies pour une deuxième saison, faisant ainsi de la série une série dramatique régulière au lieu d'une mini-série. La deuxième saison devrait être diffusée en 2019. Witherspoon a également signé pour produire et jouer dans la série dramatique The Morning Show pour Apple, qui la mettra également en vedette avec Jennifer Aniston.
En outre, Witherspoon jouera et produira dans la mini-série de Hulu Little Fires Everywhere, adapté du roman du même nom de Celeste Ng paru en 2017. Elle sera également productrice exécutive de Are You Sleeping ? et de la série The Morning Show avec Jennifer Aniston, pour Apple TV+. Witherspoon servira également de productrice exécutive pour la série de comédie ABC basée sur les mémoires de Sara Saedia, Americanized. Toutes les séries à venir seront produites par sa société de production Hello Sunshine,.
Witherspoon a également deux films en pré-production en tant que productrice, A White Lie et un documentaire sur Martina Navratilova,.

### Autres entreprises

#### Travail de production
Reese Witherspoon possédait une société de production appelée Type A Films, qui selon les médias était un surnom honorant son surnom d'enfance "Little Miss Type A",. Cependant, quand elle a été interrogée sur l’entreprise par le magazine Interview, elle a précisé l’origine du nom: « ... les gens pensent que je l’avais nommée après moi-même. C’était en fait une blague avec ma famille parce que chez j'ai compris des termes médicaux complexes, tels que la différence entre les personnalités de type A et de type B. Mais je souhaitais simplement nommer la société Dogfood Films ou Fork ou quelque chose du genre. Vous portez ce bagage toute votre vie ».
En mars 2012, Witherspoon a fusionné Type A Films avec la société Make Movies de la productrice Bruna Papandrea (en) pour créer une nouvelle société de production intitulée Pacific Standard.
En 2016, Witherspoon et Papandrea se sont séparées et Witherspoon a pris le contrôle intégral de la société.
En novembre 2016, Witherspoon et Otter Media ont créé Hello Sunshine, une entreprise conjointe centrée sur la diffusion d’histoires féminines sur des plateformes cinématographiques, télévisuelles et numériques. Pacific Standard est devenue une filiale de Hello Sunshine.
En août 2021, Witherspoon vend une partie du capital d'Hello Sunshine à Blackstone Group pour un montant non précisé. Selon Reuters, la transaction valorise la société à 900 millions de dollars. Witherspoon demeure actionnaire d'Hello Sunshine et siège à son conseil d'administration.
En 2022, elle est nommée productrice du film Là où chantent les écrevisses réalisé par Olivia Newman.

#### Club de livres
En juin 2017, Witherspoon a lancé le Reese's Book Club, né de son compte Instagram, où elle postait des photos de livres qu'elle lisait. Chaque mois, avec un comité éditorial restreint, elle choisit et recommande un livre qu'elle a apprécié, écrit par une femme avec des femmes au centre de l'action qui se sauvent elles-mêmes. "Parce que c'est ce que font les femmes", explique-t-elle "Personne ne vient nous sauver".
Ce club a acquis rapidement une forte audience, et ses recommandations ont souvent un impact significatif sur les ventes. Ses sélections se retrouvent fréquemment sur la liste des meilleures ventes pendant des semaines, des mois ou, dans le cas de "Là où chantent les écrevisses" écrit par Delia Owens, des années. Ce livre a d'ailleurs été adapté en un long métrage de 2022 par Hello Sunshine, et a été un succès au box-office cet été-la.
Le club, qui fait partie de Hello Sunshine, a créé Lit Up, un programme de mentorat destiné aux écrivains sous-représentés. Les participants bénéficient d'une relecture et d'un accompagnement de la part des auteurs du Reese's Book Club, ainsi que d'un accompagnement de la part du club lorsque leurs manuscrits sont soumis à des agents et à des éditeurs.

#### Autres activités
Witherspoon a été l'annonceur de Playhouse Disney de 2007 à 2011 et a été présenté dans diverses promos, pare-chocs et publicités.
En 2013, Witherspoon a enregistré une reprise du duo de Frank et Nancy Sinatra, Somethin' Stupid avec Michael Bublé pour l'album To Be Loved, sorti en 2013.
En mai 2015, Witherspoon a lancé Draper James, une marque de vente au détail axée sur la mode, les accessoires et la décoration intérieure inspirée du sud des États-Unis. La marque doit son nom aux grands parents de Witherspoon, Dorothea Draper et William James Witherspoon, qui seraient ses plus grandes influences. Certains de ces produits sont fabriqués et conçus en interne. La marque a été lancée directement en ligne avant d'ouvrir son premier magasin physique à l'automne 2015 à Nashville, dans le Tennessee, ville d'origine de Witherspoon.
En octobre 2016, Witherspoon a annoncé qu'elle écrirait son premier livre. En avril 2018, Witherspoon a annoncé son premier livre Whiskey in a Teacup. Le livre est un livre de style de vie inspiré par l'éducation sud de Witherspoon et a été publié le 18 septembre 2018.

#### Philanthropie
Reese Witherspoon participe activement aux organisations de défense des droits des enfants et des femmes. Elle soutient depuis longtemps Save the Children, une organisation qui fournit aux enfants du monde entier une éducation, des soins de santé et une aide d’urgence. Elle siège également au conseil d'administration du Children's Defence Fund, un groupe de défense des droits des enfants et de recherche. En 2006, elle faisait partie d’un groupe d’actrices qui s’est rendu à la Nouvelle-Orléans, dans le cadre d’un projet CDF visant à faire connaître les besoins des victimes de l’ouragan Katrina. Au cours de ce voyage, elle a aidé à ouvrir la première Freedom School de la ville, alors qu'elle rencontrait et discutait avec les enfants. Witherspoon a qualifié cette expérience d’expérience qu’elle n’oubliera jamais.
En 2007, Witherspoon a fait ses premiers pas dans le monde des mentions légales, en signant un accord pluriannuel visant à devenir le premier ambassadeur mondial de la société de cosmétiques Avon Products,. Elle agit en tant que porte-parole des produits cosmétiques d’Avon et est présidente honoraire de la Fondation Avon, une organisation caritative qui soutient les femmes et se concentre sur la recherche sur le cancer du sein et la prévention de la violence domestique,. Witherspoon s’engage également à participer au développement de produits cosmétiques et à figurer dans des publicités commerciales. Expliquant ses motivations pour rejoindre la fondation, elle a déclaré: « En tant que femme et mère, je tiens beaucoup au bien-être des autres femmes et enfants à travers le monde et au fil des ans, j'ai toujours cherché des occasions de faire une différence ».

## Filmographie

### Cinéma
- 1991 : Un été en Louisiane (The Man in the Moon) de Robert Mulligan : Dani Trent
- 1993 : Kalahari (A Far Off Place) de Mikael Salomon : Nonnie Parker
- 1993 : Jack the Bear de Marshall Herskovitz : Karen Morris
- 1994 : SFW de Jefery Levy : Wendy Pfister
- 1996 : Freeway de Matthew Bright : Vanessa Lutz
- 1996 : Fear de James Foley : Nicole Walker
- 1998 : L'Heure magique (Twilight) de Robert Benton : Mel Ames
- 1998 : Livraison Express (Overnight Delivery) de Jason Bloom (en) : Ivy Miller (film sorti directement en vidéo)
- 1998 : Pleasantville de Gary Ross : Jennifer
- 1999 : Sexe Intentions (Cruel Intentions) de Roger Kumble : Annette Hargrove
- 1999 : L'Arriviste (Election) d'Alexander Payne : Tracy Flick
- 1999 : Un coup d'enfer (Best Laid Plans) de Mike Barker : Lissa
- 2000 : American Psycho de Mary Harron : Evelyn Williams
- 2000 : Little Nicky de Steven Brill : Holly
- 2001 : La Revanche d'une blonde (Legally Blonde) de Robert Luketic : Elle Woods
- 2002 : L'Importance d'être constant (The Importance of Being Earnest) d'Oliver Parker : Cecily Cardrew
- 2002 : Fashion victime (Sweet Home Alabama) d'Andy Tennant : Melanie Smooter
- 2003 : La blonde contre-attaque (Legally Blonde 2: Red, White and Blonde) de Charles Herman-Wurmfeld : Elle Woods
- 2004 : Vanity Fair : La Foire aux vanités (Vanity Fair) de Mira Nair : Becky Sharp
- 2005 : Walk the Line de James Mangold : June Carter
- 2005 : Et si c'était vrai... (Just Like Heaven) de Mark Waters : le docteur Elizabeth Masterson
- 2006 : Pénélope (Penelope) de Mark Palansky : Annie
- 2007 : Détention secrète (Rendition) de Gavin Hood : Isabella Fields El-Ibrahimi
- 2008 : Tout... sauf en famille (Four Christmases) de Seth Gordon : Kate
- 2010 : Comment savoir (How Do You Know) de James L. Brooks : Lisa Jorgenson
- 2011 : De l'eau pour les éléphants (Water for Elephants) de Francis Lawrence : Marlena Rosenbluth
- 2012 : Target (This Means War) de McG : Lauren Scott
- 2012 : Mud : Sur les rives du Mississippi (Mud) de Jeff Nichols : Juniper
- 2013 : Les Trois Crimes de West Memphis (Devil's Knot) d'Atom Egoyan : Pamela Hobbs
- 2014 : Inherent Vice de Paul Thomas Anderson : Penny Kimball
- 2014 : Wild de Jean-Marc Vallée : Cheryl Strayed
- 2014 : The Good Lie de Philippe Falardeau : Carrie Davis
- 2015 : En cavale (Hot Pursuit) d'Anne Fletcher : Rose Cooper
- 2017 : Un cœur à prendre (Home Again) de Hallie Meyers-Shyer : Alice Kinney
- 2018 : Un raccourci dans le temps (A Wrinkle in Time) d'Ava DuVernay : Mme Quiproquo[note 1]
- 2023 : Toi chez moi et vice versa (Your Place or Mine) d'Aline Brosh McKenna : Debbie
- 2025 : Vous êtes cordialement invités (You're Cordially Invited) de Nicholas Stoller : Margot

### Télévision

#### Téléfilms
- 1991 : La Petite Sauvage (Wildflower) de Diane Keaton : Ellie Perkins
- 1992 : Desperate Choices: To Save My Child (en) d'Andy Tennant : Cassie Robbins

#### Séries télévisées
- 1993-1995 : Lonesome Dove : La Loi des justes (Return to Lonesome Dove) : Ferris Dunnigan (mini-série)
- 2000-2001 : Friends : Jill Green
- 2017-2019 : Big Little Lies : Madeline Martha Mackenzie (rôle principal)
- depuis 2019: The Morning Show : Bradley Jackson (rôle principal)
- 2020-2021 : Little Fires Everywhere : Elena Richardson (mini-série, rôle principal)

### Doublage
Reese Witherspoon a doublé au cours de sa carrière plusieurs personnages de films d'animations.
- 2001 : La Trompette magique (The Trumpet of the Swan) : Séréna
- 2009 : Monstres contre Aliens (Monsters vs Aliens) de Conrad Vernon : Susan Murphy / Ginormica
- 2016 : Tous en scène (Sing) de Garth Jennings : Rosita
- 2017 : Gunter fait du babysitting (Gunter Babysits) d'Adrien Borzakian et Eric Favela : Rosita (court-métrage)
- 2021 : Tous en scène 2 (Sing 2) de Garth Jennings : Rosita

### Comme productrice

#### Cinéma
- 2003 : La blonde contre-attaque (Legally Blonde 2: Red, White and Blonde) de Charles Herman-Wurmfeld (productrice déléguée)
- 2006 : Pénélope (Penelope) de Mark Palansky (productrice)
- 2009 : Blondes pour la vie (Legally Blondes) de Savage Steve Holland (productrice)
- 2014 : Wild de Jean-Marc Vallée (productrice)
- 2014 : Gone Girl de David Fincher (productrice)
- 2015 : En Cavale (Hot Pursuit) de Anne Fletcher (productrice)

#### Télévision
- 2015 : Broken (série, productrice déléguée)
- 2017 : Big Little Lies (série, productrice déléguée)
- 2018 : Shine On with Reese (en) (série documentaire, productrice déléguée)
- 2019 : The Morning Show (série, productrice déléguée)
- 2023 :  La Dernière Chose qu'il m'a dite (série, productrice déléguée)

## Distinctions

### Récompenses
- Pour Jack the Bear
  - Young Artist Award 1994 de la meilleure jeune actrice dans un drame
- Pour Pleasantville
  - Young Hollywood Award 1999 de la meilleure révélation féminine
- Pour Freeway
  - Prix d'interprétation féminine au Festival du film policier de Cognac
  - Prix d'interprétation féminine au Festival international du film de Catalogne
- Pour Sexe Intentions
  - Blockbuster Entertainment Award 2000 du meilleur second rôle féminin (Drame/Romance)
- Pour L'Arriviste
  - Kansas City Film Critics Circle Award 2000 de la meilleure actrice
  - National Society of Film Critics Award 2000 de la meilleure actrice
  - Online Film Critics Society Award 2000 de la meilleure actrice
- Pour La Revanche d'une blonde
  - MTV Movie Award 2002 meilleure performance comique
  - MTV Movie Award 2002 personnage le mieux habillé
  - MTV Movie Award 2002 meilleure réplique de film
- Pour Fashion victime
  - Teen Choice Award 2003 du meilleur baiser (avec Josh Lucas)
- Pour Walk the Line
  - Austin Film Critics Award 2006 de la meilleure actrice
  - BAFTA Film Award 2006 de la meilleure actrice
  - Boston Society of Film Critics Award 2005 de la meilleure actrice
  - Broadcast Film Critics Association Award 2006 de la meilleure actrice
  - Florida Film Critics Circle Award 2005 de la meilleure actrice
  - Golden Globe 2006 de la meilleure actrice (Comédie/Comédie musicale)
  - Oscar 2006 de la meilleure actrice
  - Kansas City Film Critics Circle Award 2006 de la meilleure actrice
  - Sierra Award 2006 de la meilleure actrice
  - National Society of Film Critics Award 2006 de la meilleure actrice
  - New York Film Critics Circle Award 2005 de la meilleure actrice
  - Online Film Critics Society Award 2006 de la meilleure actrice
  - San Francisco Film Critics Circle Award 2005 de la meilleure actrice
  - Satellite Award 2005 de la meilleure actrice (Comédie/Comédie musicale)
  - Screen Actors Guild Award 2006 de la meilleure actrice
- Pour Wild
  - Dallas-Fort Worth Film Critics Association Awards 2014 : meilleure actrice
  - Indiana Film Journalists Association Awards 2014 : meilleure actrice
- People's Choice Award 2006 de la meilleure première dame
- Extraordinary Achievement Award aux Teen Choice Awards 2002

### Nominations
- 2000 : Golden Globe de la meilleure actrice dans une comédie pour L'Arriviste
- 2000 : Golden Satellite Award de la meilleure actrice dans une comédie pour L'Arriviste
- 2000 : American Comedy Award de la meilleure actrice comique dans un film pour L'Arriviste
- 2000 : CFCA Award de la meilleure actrice pour L'Arriviste
- 2000 : Independent Spirit Award du meilleur premier rôle féminin pour L'Arriviste
- 2001 : American Comedy Award du meilleur caméo féminin dans une série télévisée pour Friends
- 2002 : Golden Globe de la meilleure actrice dans une comédie pour La Revanche d'une blonde
- 2002 : Golden Satellite Award de la meilleure actrice dans une comédie pour La Revanche d'une blonde
- 2014 : Golden Globe de la meilleure actrice dans un drame pour Wild
- 2014 : Oscar de la meilleure actrice pour Wild
- 2014 : BAFTA awards de la meilleure actrice pour Wild
- 2017 : Emmy Award de la Meilleure Actrice dans un téléfilm/minisérie pour Big Little Lies
- 2018 : Golden Globe de la Meilleure Actrice dans un téléfilm/minisérie pour Big Little Lies
- 2018 : Critics Choice Awards de la Meilleure Actrice dans un téléfilm/minisérie pour Big Little Lies
- 2020 : Meilleure actrice dans une série dramatique pour The Morning Show

## Voix francophones
En version française, entre 1996 et 2002, Aurélia Bruno est la première voix régulière de Reese Witherspoon, la doublant notamment dans les films Pleasantville, Sexe Intentions, American Psycho ou encore la série Friends.
La doublant une première fois dans Vanity Fair en 2004, Laura Blanc devient la nouvelle voix régulière de l'actrice au cours des années 2010, lui prêtant notamment sa voix dans Target, The Good Lie, Big Little Lies, The Morning Show ou encore Little Fires Everywhere. À d'autres occasions, elle fut doublée par Marie-Eugénie Maréchal (Jack the Bear, Tout... sauf en famille et Détention secrète), Véronique Alycia, dans La Revanche d'une blonde et sa suite ainsi que Natacha Muller dans Fashion victime et Un raccourci dans le temps.
À titre exceptionnel, l'actrice a été doublée par Brigitte Berges dans Kalahari, Anneliese Fromont dans SFW, Sylvie Jacob dans L'Heure magique, Sandra Valentin dans Et si c'était vrai..., Hélène Bizot dans Wild et Marie Van R dans En cavale.
En version québécoise, le doublage de l'actrice est réalisé par Aline Pinsonneault (Bienvenue à Pleasantville, Quatre Noël, C'est la guerre, Wild). Christine Bellier la double exceptionnellement dans La Foire aux Vanités et Ernest et l'Importance d'être constant.
Version française
- Laura Blanc dans Vanity Fair: La Foire aux vanités[205], Target[205], The Good Lie[205], Big Little Lies (série télévisée)[205], The Morning Show (série télévisée)[205], etc.
- Aurélia Bruno dans Freeway[205], Pleasantville[205], Sexe Intentions[205], Livraison Express[205], L'importance d'être constant[205], American Psycho[205], Little Nicky[205], Friends (série télévisée)[205], etc.
- Marie-Eugénie Maréchal dans Jack the Bear[205], Tout... sauf en famille[205], Détention secrète[205]
- Véronique Alycia dans La Revanche d'une blonde et sa suite[206],[207]

Version québécoise
- Aline Pinsonneault dans Bienvenue à Pleasantville[209], Quatre Noël[209], C'est la guerre[209], Wild[209], etc.